# Grandvillers-aux-Bois
Grandvillers-aux-Bois ist eine französische Gemeinde mit 300 Einwohnern (Stand: 1. Januar 2022) im Département Oise in der Region Hauts-de-France (vor 2016 Picardie). Sie liegt im Arrondissement Clermont und ist Teil der Communauté de communes du Plateau Picard und des Kantons Estrées-Saint-Denis (bis 2015 Saint-Just-en-Chaussée).

## Geographie
Grandvillers-aux-Bois liegt etwa 21 Kilometer ostnordöstlich von Compiègne. Umgeben wird Grandvillers-aux-Bois von den Nachbargemeinden La Neuville-Roy im Norden und Westen, Moyenneville im Norden und Nordosten, Rouvillers im Osten und Südosten sowie Cressonsacq im Süden und Südwesten.

## Einwohner
| 1962                      | 1968 | 1975 | 1982 | 1990 | 1999 | 2006 | 2013 |
| ------------------------- | ---- | ---- | ---- | ---- | ---- | ---- | ---- |
| 182                       | 163  | 129  | 159  | 274  | 263  | 253  | 318  |
| Quelle: Cassini und INSEE |      |      |      |      |      |      |      |

## Sehenswürdigkeiten
- Kirche Saint-Eutrope
- Kapelle Saint-Lucien in Beaupuits
- Ruine einer Windmühle